# Karl Eduard von Napiersky

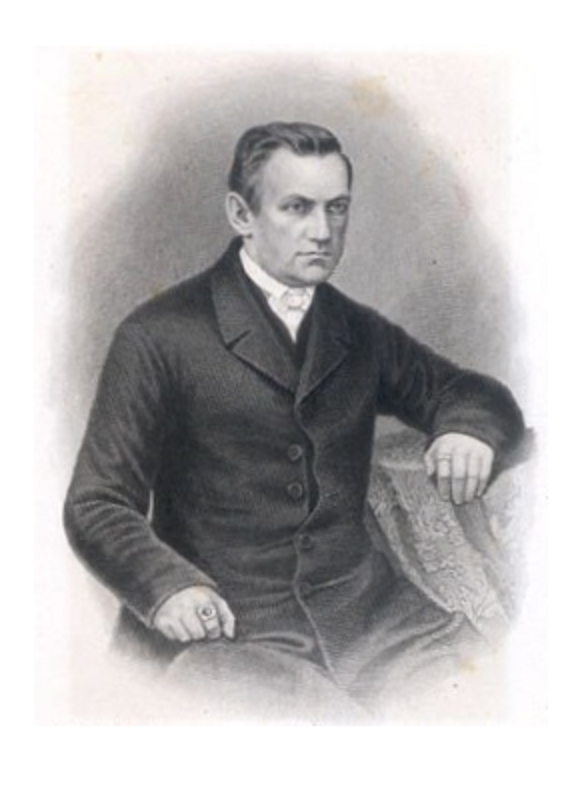
Carl Eduard von Napiersky

Karl Eduard von Napiersky (* 21. Mai 1793 in Riga; † 2. September 1864 ebenda) war ein livländischer Literaturhistoriker.

## Leben

### Herkunft und Familie
Karl Eduard Napiersky war ein Sohn des Eichenholzbrakers Jakob Napiersky und der Johanna Helene Ölfeld.
Karl Eduard Napiersky vermählte sich 1815 mit Louise Girgensohn, Tochter des Christopher Reinhold Girgensohn (1752–1814), Pastor und Redakteur des lettischen Gesangbuchs für Livland, und der Dorothea Renata Elisabeth Fitkau († 1802). Aus der Ehe gingen zwei Söhne hervor:
1. Leonhard von Napiersky (1819–1890), Rechtshistoriker, Ratssekretär und Ratsherr in Riga
2. August von Napiersky (1823–1885), Meteorologe, Gymnasiallehrer, Mitglied der Russischen Akademie der Wissenschaften

### Werdegang
Er besuchte die Domschule und das Gouvernements-Gymnasium in Riga und studierte von 1810 bis 1812 Theologie an der Kaiserlichen Universität Dorpat. Von 1814 bis 1829 wirkte er als Pastor in Neu-Pebalg. Danach kehrte er nach Riga zurück und war bis zu seiner Pensionierung im Jahre 1849 Gouvernements-Schulendirektor und Direktor des Gouvernements-Gymnasiums, sowie zeitweise zudem „abgeteilter Zensor“.
Napiersky war als wissenschaftlich-historischer Autodidakt vielfach organisiert und aktiv. 1823 war ordentliches Mitglied der Kurländischen Gesellschaft für Literatur und Kunst. 1827 zählte er zu den Mitgründern der Lettisch-Literärischen Gesellschaft, wo er seit 1842 Korrespondierendes Mitglied und 1843 Ehrenmitglied war. Im Jahre 1832 wurde ihm die Ehrendoktorwürde (Dr. phil. h. c. d.) der Universität Königsberg verliehen. Von 1836 bis 1837 war er Schatzmeister, von 1840 bis 1849 Mitdirektor und von 1853 bis 1860 Präsident der Gesellschaft für Geschichte und Altertumskunde der Ostseeprovinzen Russlands zu Riga. Bereits 1838 wurde Napiersky Ehrenmitglied des Historischen Vereins in Wetzlar und Münster und der Kaiserlich Öffentlichen Bibliothek in St. Petersburg. Seit 1843 war er korrespondierendes Mitglied der Akademie der Wissenschaften in St. Petersburg und seit 1849 Ehrenmitglied der Gelehrten Estnischen Gesellschaft. Seit 1851 war Napiersky Mitglied des Rigischen Zensurkomitees. 1852 wurde er zum kaiserlich russischen Staatsrats ernannt, was nach der Rangtabelle damals einer erblichen Nobilitierung gleichkam. 1857 wurde er mit dem Sankt-Stanislaus-Orden 2. Klasse geehrt.

## Schriften
- Fortgesetzte Abhandlung von livländischen Geschichtschreibern. Mitau 1823 (books.google.de)
- (mit Johann Friedrich von Recke) Allgemeines Schriftsteller- und Gelehrten-Lexikon der Provinzen Livland, Esthland und Kurland, Mitau Band 1 1826; Band 2 1829; Band 3 1831; Band 4 1832; 1859–1860
- Der Feldzug in den Niederlanden. Leipzig 1830 (urn:nbn:de:bvb:12-bsb11021263-6)
- Chronologischer Conspect der Lettischen Litteratur von 1587 bis 1830. Mitau 1831 (books.google.de)
- De diplomate, quo Albertus, episcopus Livoniae, declaratur princeps. Riga 1832
- Index corporis historico-diplomatici Livoniae, Esthoniae et Curoniae oder Kurzer Auszug aus derjenigen Urkunden-Sammlung, welche für die Geschichte und das alte Staatsrecht Liv-, Ehst- und Kurlands (...) aus dem geheimen ehemaligen Deutsch-Ordens-Archiv zu Königsberg (...) zusammengebracht worden ist. 
  - Erster Theil. Riga und Dorpat 1833 MDZ, MDZ
  - Zweiter Theil. Riga und Dorpat 1835 MDZ, MDZ, Google
- Monumenta Livoniae antiquae. 1833–1835
- Nachtrag. Monumentae Livoniae Antiquae. Riga / Leipzig 1839 (books.google.de)
- Riga's ältere Geschichte in Uebersicht, Urkunden und alten Aufzeichnungen, Riga und Leipzig 1844 (Digitalisat).
- Beiträge zur Geschichte der Kirchen und Prediger in Livland. Riga / Mitau 1843–1852
  - Livländische Kirchen- und Prediger-Matrikel, Riga 1843 (Digitalisat).
  - Lebensnachrichten von den livländischen Predigern, mit litterärischen Nachweisen
    - Teil I: A–G, Mitau 1850 (Digitalisat)
    - Teil II: G–P, Mitau 1851 (Digitalisat)
    - Teil III: Q-Z, Mitau 1852 (Digitalisat)
- Animadversiones nonnullae ad Silvam documentorum. Scriptores Rerum livonicarum. 1848
- Antonio Possevino Livoniae Commentarius. Riga 1852
- Russisch-Livländische Urkunden. St. Petersburg 1868